# Черешенська сільська рада
Чере́шенська сільська́ ра́да — адміністративно-територіальна одиниця та орган місцевого самоврядування в Вижницькому районі Чернівецької області. Адміністративний центр — село Черешенька.

## Загальні відомості
- Населення ради: 1 084 особи (станом на 2001 рік)

## Населені пункти
Сільській раді підпорядковані населені пункти:
- с. Черешенька

## Склад ради
Рада складається з 16 депутатів та голови.
- Голова ради: Іванюк Георгіна Іллівна
- Секретар ради: Шевчук Микола Онуфрійович

### Керівний склад попередніх скликань
| Прізвище, ім'я, по батькові | Основні відомості                                                   | Дата обрання | Дата звільнення |
| --------------------------- | ------------------------------------------------------------------- | ------------ | --------------- |
| Чорней Василь Іванович      | Сільський голова, 1956 року народження, член Народного Руху України | 26.03.2006   | 18.07.2009      |
| Іванюк Георгіна Іллівна     | Сільський голова, 1958 року народження, освіта вища, позапартійна   | 20.06.2010   | 31.10.2010      |
| Іванюк Георгіна Іллівна     | Сільський голова, 1958 року народження, освіта вища, позапартійна   | 31.10.2010   |                 |

Примітка: таблиця складена за даними сайту Верховної Ради України

### Депутати
За результатами місцевих виборів 2010 року депутатами ради стали:

#### За суб'єктами висування
| Суб'єкт висування                                       | Кількість обраних депутатів | %    |
| ------------------------------------------------------- | --------------------------- | ---- |
| Самовисування                                           | 11                          | 68,8 |
| Українська Народна Партія                               | 3                           | 18,8 |
| Політична партія Всеукраїнське об'єднання «Батьківщина» | 2                           | 12,5 |

#### За округами
| № округу                                                | Прізвище, ім'я, по батькові | Дата визнання обраним | Освіта             | Партійна приналежність | Відомості про обраного депутата                                                     |
| ------------------------------------------------------- | --------------------------- | --------------------- | ------------------ | ---------------------- | ----------------------------------------------------------------------------------- |
| Політична партія Всеукраїнське об'єднання «Батьківщина» |                             |                       |                    |                        |                                                                                     |
| 6                                                       | Колотело Юрій Олексійович   | 01.11.2010            | вища               | позапартійний          | пенсіонер                                                                           |
| 11                                                      | Полезнюк Микола Миколайович | 01.11.2010            | вища               | позапартійний          | СТОВ «Україна», зав. гаражем тракторної бригади                                     |
| Українська Народна Партія                               |                             |                       |                    |                        |                                                                                     |
| 8                                                       | Самігулін Шаміль Наілевич   | 01.11.2010            | вища               | позапартійний          | Черешенська загальноосвітня школа І-ІІІ ст., вчитель історії                        |
| 9                                                       | Малиш Дмитро Миколайович    | 01.11.2010            | вища               | позапартійний          | пенсіонер                                                                           |
| 12                                                      | Паламарюк Олеся Степанівна  | 01.11.2010            | вища               | позапартійна           | Черешенська загальноосвітня школа І-ІІІ ст., вчитель української мови та літератури |
| Самовисування                                           |                             |                       |                    |                        |                                                                                     |
| 1                                                       | Гавалешко Дмитро Семенович  | 01.11.2010            | середня спеціальна | позапартійний          | тимчасово не працює                                                                 |
| 2                                                       | Грименчук Михайло Іванович  | 01.11.2010            | середня спеціальна | позапартійний          | тимчасово не працює                                                                 |
| 3                                                       | Шешуряк Петро Георгійович   | 01.11.2010            | середня спеціальна | позапартійний          | тимчасово не працює                                                                 |
| 4                                                       | Іванюк Ярослав Іванович     | 01.11.2010            | середня спеціальна | позапартійний          | ППЧ-28, водій                                                                       |
| 5                                                       | Лесюк Світлана Василівна    | 01.11.2010            | вища               | позапартійна           | Вижницький ПФУ, зав. сектором пенсійного забезпечення                               |
| 7                                                       | Грименчук Іван Миколайович  | 01.11.2010            | вища               | позапартійний          | Берегометський ДЛМГ, майстер лісу                                                   |
| 10                                                      | Козлан Ігор Васильович      | 01.11.2010            | середня спеціальна | позапартійний          | Берегометський ДЛМГ, майстер лісу                                                   |
| 13                                                      | Паучек Наталія Георгіївна   | 27.02.2011            | середня спеціальна | позапартійна           | фельдшерсько-акушерський пункт, завідувач                                           |
| 14                                                      | Шевчик Олексій Євгенович    | 01.11.2010            | вища               | позапартійний          | СРСМ «Грифон» при УМВС України, міліціонер                                          |
| 15                                                      | Колотило Микола Іванович    | 01.11.2010            | вища               | позапартійний          | Берегометський ДЛМГ, начальник дільниці з підготовки сировини                       |
| 16                                                      | Саблук Юрій Михайлович      | 01.11.2010            | середня            | позапартійний          | приватний підприємець                                                               |

## Населення
Згідно з переписом УРСР 1989 року чисельність наявного населення сільської ради становила 1804 особи, з яких 826 чоловіків та 978 жінок.
За переписом населення України 2001 року в сільській раді мешкало 1078 осіб.

### Мова
Розподіл населення за рідною мовою за даними перепису 2001 року:
| Мова       | Відсоток |
| ---------- | -------- |
| українська | 99,17 %  |
| російська  | 0,74 %   |